# Véran de Cavaillon
Pour les articles homonymes, voir Saint Véran et Saint-Véran.
Saint Véran est un saint de l'Église catholique. Originaire de Barjac ou Lanuéjols en Gévaudan, il fut évêque de Cavaillon au VIe siècle. Il est aussi connu sous le nom de Wrain latinisé en Veranus ou Uranus par confusion du v et du u.

## Biographie

### Sa vie
Les rares faits connus de son existence suffisent pourtant à dresser un rapide portrait. Contemporain de Grégoire de Tours, il fut ordonné prêtre en 540. Retiré dans son ermitage de Vaucluse, il entreprit un pèlerinage à Rome en passant par Embrun, Briançon, Ravenne, Milan, et en retournant par Albenga et Cassis. Sigebert Ier, qui afin de frayer un passage pour ses États vers la Méditerranée avait ouvert le couloir austrasien en Provence, le choisit comme évêque de Cavaillon en 568 ainsi que nous l'apprend le « Manuscrit d'Orléans ». Il siégea au second concile de Mâcon en 585 avec seize évêques provençaux. L'année suivante, Frédégonde ayant fait assassiner Prétextat, l’archevêque de Rouen, au cours d’un office dominical, Véran, apostropha la reine pour lui reprocher ce meurtre.  Ce qui lui valut d'être le parrain de Thierry II, fils de Childebert II. Le baptême eut lieu à Orléans, capitale de Gontran, roi de Bourgogne, en 587. Il trépassa à Arles de la peste deux ans après.

### Ses miracles

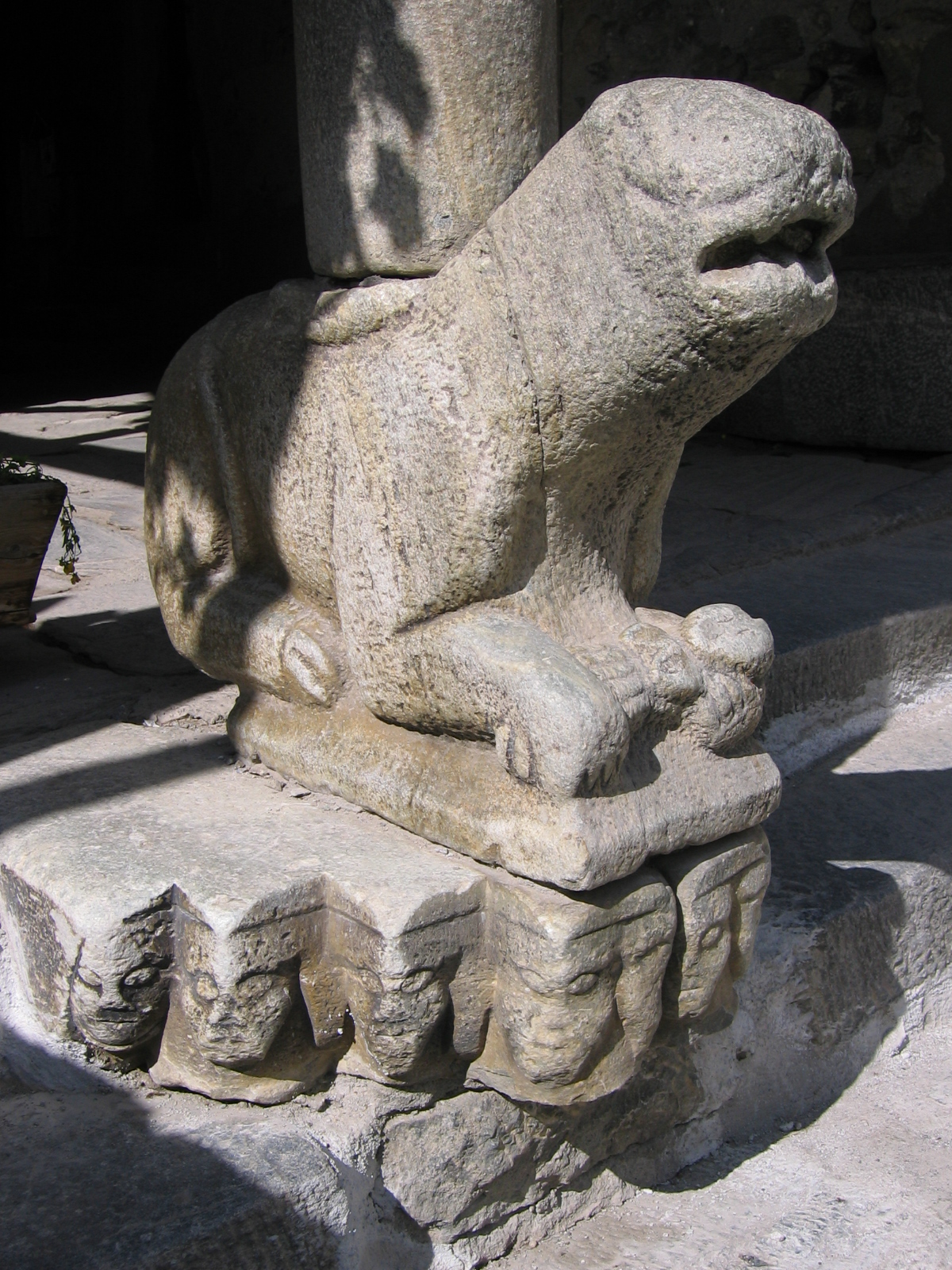
Le Coulobre statufié à la porte de l'église de Saint-Véran.

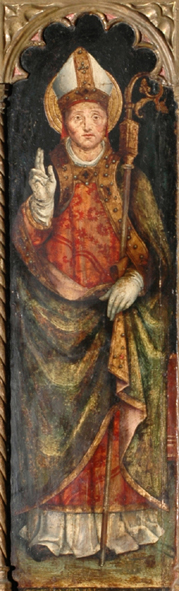
Saint Véran sur le retable de l’église Sainte-Marie-Madeleine de Contes.

C'est à Fontaine-de-Vaucluse qu'il fit son plus célèbre miracle en débarrassant la Sorgue d'un horrible drac ou dragon que l'on nomme encore Coulobre. Selon la légende, il chassa cette immonde bête dans les Alpes où elle s'en fut mourir. Le village de Saint-Véran aurait été son lieu de chute. Il est à signaler qu'en remontant le sentier qui mène vers la source, on croise encore le « Traou dou Couloubre ».
Un autre miracle semble plus lié à des considérations matérialistes. Au XIIe siècle, Raymond IV de Toulouse, marquis de Provence, avant de partir chasser dans le Luberon, avait ordonné à Benoît, évêque de Cavaillon, de l'attendre pour l'office. Il ne le fit point et cela lui valut ce qu'il faut bien appeler un bon coup de pied au derrière. Le membre coupable du marquis ayant séché immédiatement, il dut partir clopin-clopant implorer saint Véran à Vaucluse. Pour son pardon, l'oracle du défunt ermite exigea toute une série de privilèges pour l'évêque Benoît dont la moitié du fief de Vaucluse. Raymond obtempéra et fut guéri ipso-facto.

### Ses reliques

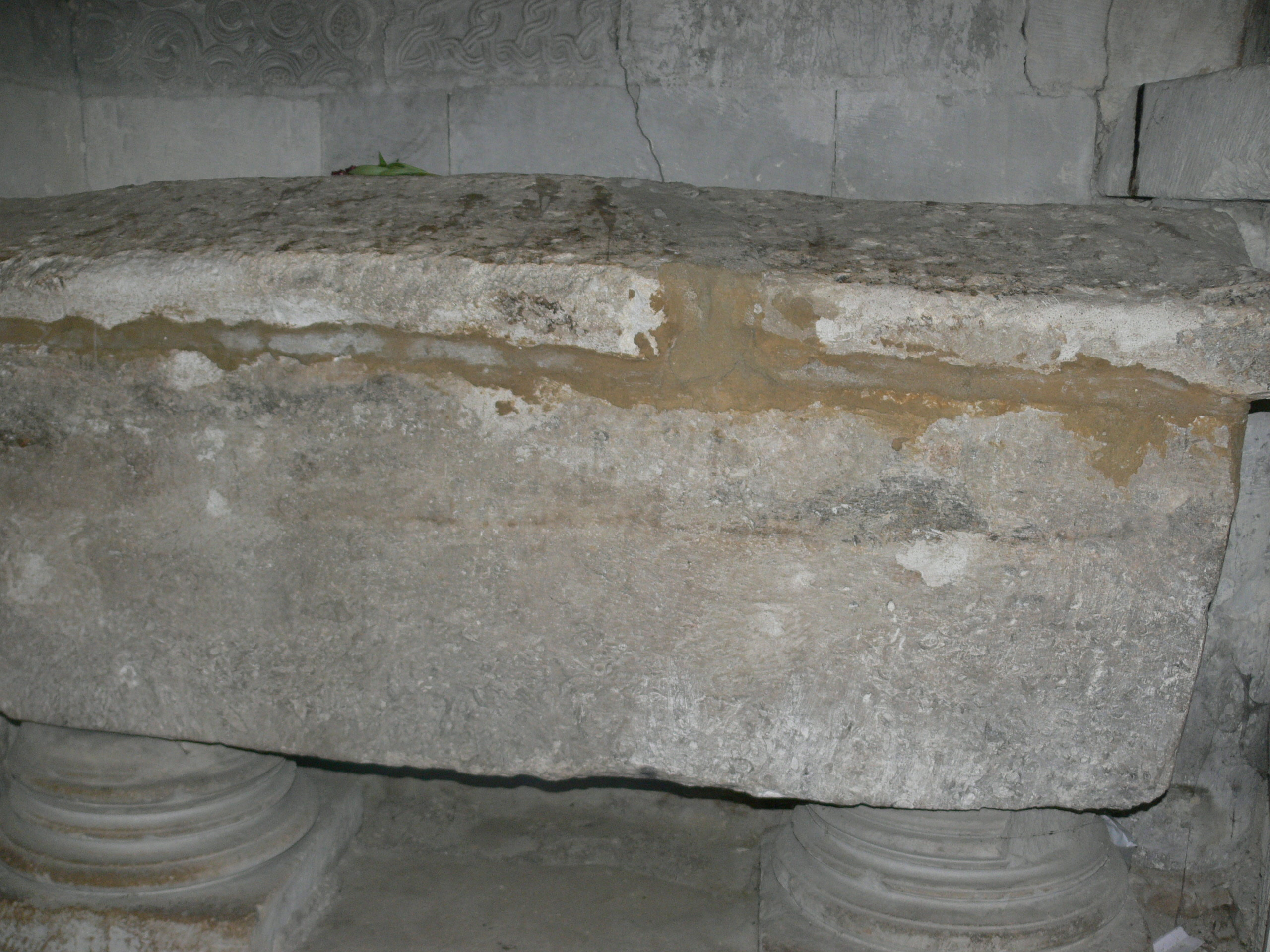
Sarcophage de saint Véran dans la crypte de l'église Saint-Véran de Fontaine-de-Vaucluse.

Pétrarque nous apprend qu'il fut enterré à Vallis Clausa dans un temple petit, mais orné et solide que Véran avait consacré à la Vierge. Détruit pendant les Grandes invasions, il fut remplacé en 979 par le prieuré Notre-Dame et Saint-Véran dont l'actuelle église paroissiale de Fontaine-de-Vaucluse marque l'emplacement. 
Au début du XIe siècle, une grande partie de ses reliques fut transportée dans l'Orléanais où, sous le nom de saint Vrain, il devint patron du chapitre de l'église collégiale de Jargeau, au diocèse d'Orléans.  
Au XIVe siècle, on s'avisa que les restes de l'illustre prélat seraient mieux au cœur de son diocèse et, en 1321, Pons Augier de Lagnes, évêque de Cavaillon, fit transporter ses dernières reliques de Vaucluse à Cavaillon et les fit inhumer en la cathédrale. Au moment où elles allaient traverser la Sorgue, ô miracle, ses eaux s'ouvrirent pour laisser passer le cortège.

### Le Morvelous
Le bas-relief des Taillades dut être sculpté dans le front de taille de la carrière vers cette époque. Cette étonnante sculpture représentant un évêque surmontant deux écussons, portant crosse et pectoral orné d'une croix, s'efface au cours du temps. Bien que les Tailladois aient donné à ce bas-relief le nom peu flatteur de Morvelous - entendez le Morveux - les spécialistes s'entendent pour reconnaître en lui saint Véran. 

### Les lieux associés
- Les Taillades
- Saint-Véran (Hautes-Alpes)[10].